# Besleria macropoda
Besleria macropoda là một loài thực vật có hoa trong họ Tai voi. Loài này được Donn.Sm. mô tả khoa học đầu tiên năm 1898.